# Berengar z Tours
Berengar z Tours, franc. Bérenger de Tours (ur. ok. 999 w Tours, zm. 6 stycznia 1088 w opactwie Saint-Cosme de Tours koło Tours) – francuski teolog i filozof zaliczany do nominalistów.

## Życie
Jego data urodzenia jest niepewna. Początkowo uczył się w Tours, a następnie w szkole w Chartres pod przewodnictwem Fulberta, który cieszył się sławą wielkiego filozofa i pedagoga. W szkole spotkał kilku swoich późniejszych oponentów doktrynalnych. Wspominają go Guitmund (późniejszy biskup Aversy) i Adelmann (późniejszy biskup Brescii) .
Od 1029 roku był nauczycielem gramatyki i retoryki w szkole katedralnej Św. Marcina w Tours. Był kanonikiem katedry w Tours. W 1040 roku został rektorem szkoły. Następnie był archidiakonem w Angers . Został też sekretarzem hrabiego Andegawenii Godfryda, który otoczył go swoją opieką .
Nauczanie Berengara odbiegało od ortodoksji i wkrótce przyciągnęło krytyczną uwagę dostojników kościelnych. W 1049 roku Teodwin z Liège napisał list do króla francuskiego Henryka I, w którym zarzucał Berengarowi głoszenie „starożytnych herezji”. Berengar miał niszczyć małżeństwa, zniechęcać do chrztu dzieci, podważać władzę biskupów. Ponadto Teodwin zarzucał Berengarowi kwestię, z którą ten miał być najczęściej wiązany: podważanie wiary w sakramenty, a w szczególności w rzeczywistą obecność ciała i krwi Chrystusa w eucharystii . Stało to się początkiem sporu o transsubstancjację, który w istotny sposób wpłynął na kształt doktryny katolickiej.
Berengar zaczął listownie bronić swojego stanowiska (zachowały się 23 jego listy do różnych osób ). Osadzał je w nauczaniu duchownych ery karolińskiej, takich jak Ratramnus z Korbei i Jan Szkot Eriugena. W swojej sprawie Berengar korespondował m.in. z Lanfrankiem z Bec, Adelmanem z Liège, Hugonem z Langres, broniąc swoich racji i szukając sojuszników przeciwko oskarżeniom . Około 1049 roku w odpowiedzi na zarzuty Lanfranka napisał swoje główne i jedyne zachowane dzieło De sacra coena adversus Lanfrancum .
Na synodzie w 1050 roku papież Leon IX objął Berengara ekskomuniką i nakazał mu stawienie się na synodzie w Vercelli (1050). Berengar zwrócił się do króla Henryka I o pozwolenie na podróż, jednak został przez niego uwięziony. Synod w Vervelli potępił jego prace in absentia. Po uwolnieniu Berengar schronił się u hrabiego Andegawenii Godfryda II, a król zwołał w Paryżu synod (1051), który potępił Berengara i jego ucznia Euzebiusza. W 1054 roku do Francji przybył legat papieski Hildebrand (późniejszy papież Grzegorz VII), który doprowadził do podpisania przez Berengara kompromisowej formuły dotyczącej natury eucharystii .
W 1059 roku Berengar został wezwany przez papieża Mikołaja II na synod rzymski. Nie pozwolono mu przemawiać we własnej sprawie i zmuszono go, by zaprzeczył swoim naukom i przysiągł na wyznanie wiary ułożone przez kardynała Humberta i potwierdzające katolicką naukę o eucharystii . Dzieła Berengara potępiono i spalono. Sam Berengar nie zmienił jednak poglądów i głosił, że przysięga złożona pod przymusem nie jest wiążąca  . W swoich (zachowanych we fragmentach) pismach potępiał papieża i kardynała Humberta oraz synod. W odpowiedzi na traktat Lanfrank z Bec napisał swoje dzieło De corpore et sanguine Domini (O ciele i krwi Pana), w którym formułował rozwiniętą doktrynę transsubstancjacji (bez użycia jednak samego pojęcia, które wprowadził późniejszy krytyk Berengara Hildebert z Lavardin) .
Berengara potępiały kolejne synody w Poitiers (1076) oraz Rzymie (1078 i 1079). W 1080 roku wytoczono mu kolejny proces w Bordeaux. Po tym procesie Berengar wycofał się z aktywnego życia, osiadając w opactwie Saint-Cosme de Tours. Prawdopodobnie do końca życia zachował swoje przekonania .

## Poglądy

### Teologia
Berengar był najbardziej znaną postacią strony sprzeciwiającej się oficjalnemu nauczaniu Kościoła w sprawie natury eucharystii. Nauczanie Berengara skłoniło jego oponentów do wypracowania przez Kościół rozwiniętej doktryny transsubstancjacji, zgodnie z którą Jezus Chrystus jest rzeczywiście obecny w sakramencie eucharystii . Przeciwników tej doktryny zaczęto nazywać berengarianami.
Berengar w traktacie De sacra coena głosił symboliczno-spirytualistyczną koncepcję Eucharystii. Poszedł w tym za rozumowaniem Eriugeny i Ratramnusa z Korbei . Berengar argumentował, że twierdzenie, iż w trakcie konsekracji chleb i wino zmieniają się w ciało i krew Chrystusa, oznacza, że zmienia się ich forma przy jednoczesnej niezmienności obserwowalnych cech, takich jak smak, kształt czy kolor (przypadłości). Zdaniem Berengara jest to niemożliwe, gdyż każda zmiana formy pociąga za sobą zmianę przypadłości. Dokonujące się w trakcie konsekracji przemienienie oznacza więc nie zmianę formy, ale dołączenie do niej formy nowej – ciała i krwi Chrystusa. Ratramnus z Korbei, na którego powoływał się Berengar, wprowadził rozróżnienie na rzeczywistość symbolu (łac. in figura) i rozpoznawaną przez wiarę rzeczywistość właściwą, duchową (in veritate), przekazywaną przez tę pierwszą. Stwierdził, że Chrystus jest przyjmowany jako rzeczywiście obecny w sakramencie, ale przyjmowany w sensie duchowym, a nie jako rzeczywistość fizykalna. Berengar uważał, iż w trakcie konsekracji zachodzi przemiana nie rzeczy, a znaczenia (conversio intelligibilis) – chleb i wino zmieniają się w ciało i krew Jezusa Chrystusa duchowo, tj. stają się ich figurami, a nie ciałem i krwią w sensie realnym. Stąd przyjmowanie Chrystusa w komunii oznacza przyjmowanie go myślą, a nie jego rzeczywiste przyjmowanie .

### Filozofia
Stanowisko Berengara dotyczące eucharystii wpisywało się w trwający spór o uniwersalia. Można je określić jako antyrealistyczne i (pod wpływem Eriugeny) racjonalistyczne.
Ciało i krew Chrystusa nie zastępują formy chleba i wina, lecz są czymś, co jest obok nich. W sporach z Berengarem ustalone zostanie znaczenie takich pojęć jak substantia i accidens, które są ważne dla całej późniejszej filozofii średniowiecznej.
Obok Anzelma z Besate Berengar jest uważany za czołowego dialektyka epoki, zwolennika prymatu rozumowej refleksji nad kwestiami wiary nad dogmatem i autorytetem. U Berengara kwestie te nie są przedmiotem samodzielnych rozważań, lecz są uwagami pobocznymi, formułowanymi w sporze o eucharystię. Broniąc się przed zarzutami o herezję, Berengar wskazywał, że jest to zarzut, który można postawić każdemu, kto stara się myśleć samodzielnie lub odbiega od ogólnego poglądu. Jego nauki nie wynikają z chęci mącenia, lecz są wyrazem jego sumienia i głębokich przekonań, które powinny mieć pierwszeństwo przed autorytetem. Hugon z Langres wskazywał Berengarowi, że nie należy myśleć samodzielnie (singulariter sentire), lecz podążać utartymi drogami. Również Lanfrank zarzucał Berengarowi, że „uciekał się do dialektyki, porzucając święte autorytety”.

## Kontynuatorzy
Berengarianami nazywano osoby podzielające stanowisko Berengara o istocie eucharystii. Ze skali piśmiennictwa przeciwko niemu wnosi się, że jego nauczanie było szeroko znane, znajdowało posłuch i było źródłem intelektualnego poruszenia. Również w późniejszych stuleciach pisano teksty przeciwko herezji berengariańskiej (np. Grzegorz Barbarigo). Pozytywnie do myśli Berengara odwoływały się niektóre nurty reformacji (np. recepcjonizm).